# Kazuyoshi Matsunaga
Kazuyoshi Matsunaga (Oita, 13 november 1977) is een voormalig Japans voetballer.

## Carrière
Kazuyoshi Matsunaga speelde tussen 1996 en 2008 voor Sanfrecce Hiroshima, Avispa Fukuoka, Profesor Miyazaki, Tochigi SC, ALO's Hokuriku, Banditonce Kobe en Mitsubishi Motors Mizushima.

## Statistieken
| Japan   | Japan                       | Japan            | League | League | Emperor's Cup | Emperor's Cup | J-League Cup | J-League Cup | Totaal | Totaal |
| Seizoen | Club                        | League           | Wed.   | Goals  | Wed.          | Goals         | Wed.         | Goals        | Wed.   | Goals  |
| ------- | --------------------------- | ---------------- | ------ | ------ | ------------- | ------------- | ------------ | ------------ | ------ | ------ |
| 1996    | Sanfrecce Hiroshima         | J. League 1      | 0      | 0      | 0             | 0             | 0            | 0            | 0      | 0      |
| 1997    | Sanfrecce Hiroshima         | J. League 1      | 3      | 1      | 2             | 2             | 0            | 0            | 5      | 4      |
| 1998    | Sanfrecce Hiroshima         | J. League 1      | 8      | 1      | 0             | 0             | 1            | 0            | 9      | 1      |
| 1999    | Sanfrecce Hiroshima         | J. League 1      | 0      | 0      | 0             | 0             | 0            | 0            | 0      | 0      |
| 2000    | Avispa Fukuoka              | J. League 1      | 3      | 2      | 0             | 0             | 2            | 1            | 5      | 3      |
| 2001    | Profesor Miyazaki           | Regional Leagues |        |        |               |               |              |              |        |        |
| 2002    | Profesor Miyazaki           | Football League  | 12     | 2      | 2             | 0             | -            | -            | 14     | 2      |
| 2003    | Tochigi SC                  | Football League  | 29     | 9      | 1             | 1             | -            | -            | 30     | 10     |
| 2004    | Tochigi SC                  | Football League  | 19     | 5      | 1             | 0             | -            | -            | 20     | 5      |
| 2005    | ALO's Hokuriku              | Football League  | 2      | 0      | 0             | 0             | -            | -            | 2      | 0      |
| 2006    | Banditonce Kobe             | Regional Leagues | 7      | 3      | 0             | 0             | -            | -            | 7      | 3      |
| 2007    | Mitsubishi Motors Mizushima | Football League  | 14     | 1      | 0             | 0             | -            | -            | 14     | 1      |
| 2008    | Mitsubishi Motors Mizushima | Football League  | 13     | 2      | -             | -             | -            | -            | 13     | 2      |
| Totaal  | Totaal                      | Totaal           | 110    | 26     | 6             | 3             | 3            | 1            | 119    | 30     |